# Rachel McLish
Rachel Livia Elizondo McLish (Harlingen, Texas; 21 de junio de 1955) es una culturista profesional, actriz y escritora estadounidense.

## Primeros años y educación
McLish nació como Raquel Livia Elizondo en 1955 en la ciudad de Harlingen, en el estado de Texas, siendo la segunda hija más joven. Su padre, Rafael, era de ascendencia mexicana y su madre se llamaba Raquel Elizondo. Asistió a la Harlingen High School, donde fue animadora y fue nombrada dos veces Cardinal's Football Sweetheart. Se graduó de la escuela secundaria en 1973. En 1978 se graduó en Fisiología y en Salud y Nutrición en la Universidad de Texas–Pan American.

## Carrera en el culturismo

### Amateur
Mientras asistía a la Universidad, McLish trabajó en un club de salud en McAllen. Cuando se graduó, se asoció con el director del gimnasio y fundó la Asociación Sport Palace en Harlingen. Con el éxito de esta asociación, abrió otras dos instalaciones, en Corpus Christi y Brownsville, en 1980. Se inspiró para competir en el culturismo gracias a Lisa Lyon y al gerente del club, que le mostraba revistas de culturistas femeninas y la animaba a competir. Decidió competir porque la apertura de su nuevo club de salud coincidiría con un concurso de culturismo femenino y el culturismo le daría una plataforma para promover el fitness entre las mujeres.

### Profesional
McLish tiene una importancia histórica especial en el deporte del culturismo femenino. En 1980, ganó el primer Campeonato de Estados Unidos y venció a Auby Paulick para ganar el primer concurso Ms. Olympia de ese año. Tras su victoria en el Olympia de 1980, ninguna mujer apareció en más portadas de revistas durante los cinco años siguientes. Fue patrocinada por Dynamics Health Equipment Manufacturing Corporation. Estas victorias, junto con su atractivo visual, hicieron que el culturismo femenino recibiera una mayor atención por parte de los medios de comunicación, que había sido impulsada por Lisa Lyon.
En una carrera competitiva, que sólo duró cuatro años, McLish demostró ser una fuerza resistente, ya que nunca quedó por debajo del tercer puesto en ninguno de los concursos en los que participó. En 1981, perdió su título de Ms. Olympia ante Ritva Elomaa, porque su físico no estaba tan definido como de costumbre. En el Ms. Olympia de 1982, venció a Carla Dunlap para recuperar su título. Tanto Paulick como Dunlap aportaron más músculo que McLish en esos respectivos concursos, pero ninguna pudo igualar el atractivo general de McLish. 
Dunlap la derrotó en el concurso de la Copa del Mundo César de 1983. Quedó en un controvertido segundo lugar detrás de Corinna Everson en el Ms. Olympia de 1984. Según citaron varias revistas que cubrieron el evento, algunas competidoras expresaron su sorpresa por el alto puesto de McLish porque no tenía la masa muscular que llevaban muchas de las mejores mujeres. Aunque Dunlap, que terminó en quinto lugar, era la defensora del Ms. Olympia, la portada de marzo de 1985 de Strength Training for Beauty declaraba: "Cory destrona a Rachel".

### Retiro
Tras acabar segunda en el Ms. Olympia de 1984, decidió retirarse de las competiciones de culturismo.

## =Legado
Fue la primera ganadora del título de Ms. Olympia. Es una de las personalidades más reconocidas del culturismo. En enero de 1999 fue incluida en el Salón de la Fama de la IFBB.

### Historial competitivo
- 1980 - US Bodybuilding Championship – 1º puesto
- 1980 - Frank Zane Invitational – 2º puesto
- 1980 - IFBB Ms. Olympia – 1º puesto
- 1981 - IFBB Ms. Olympia – 2º puesto
- 1982 - Pro World Championship – 1º puesto
- 1982 - IFBB Ms. Olympia – 1º puesto
- 1983 - Caesars World Cup – 3º puesto
- 1984 - IFBB Ms. Olympia – 2º puesto[3]

## Vida personal
McLish es cristiana y se describe como una conservadora compasiva. Mientras asistía a la Universidad Panamericana, conoció a John P. McLish, con quien se casó el 3 de febrero de 1979. Más tarde se divorciaron. En 1990 se casó con el productor de cine Ron Samuels. En 1996, ella y su marido vivían en Rancho Mirage, en California. En 2008, vendió su casa por tres millones de dólares al jugador de los Boston Red Sox Coco Crisp.
McLish apareció en el documental de 1985 Pumping Iron II: The Women, que se centraba en su participación en la Copa del Mundo César de 1983. También actuó en las películas Getting Physical (1984), Aces: Iron Eagle III (1992) y Raven Hawk (1996). En estas últimas interpretaba el papel de una mujer físicamente fuerte. Fue una de las primeras mujeres en asumir ese papel. También participó en el vídeo musical "Red Hot" de Herb Alpert. y coprotagonizó, junto a Arnold Schwarzenegger, el vídeo instructivo de fitness Shape Up (1982).
McLish es autora de dos libros sobre entrenamiento con pesas para mujeres que llegaron a la lista de best seller de The New York Times: Flex Appeal, by Rachel y Perfect Parts.